# Куркат
Куркат (бур. Хурхат) — деревня в Аларском районе Усть-Ордынского Бурятского округа Иркутской области. Входит в муниципальное образование «Аларь».

## География
Деревня расположена в 57 км по автодороге и примерно в 30 км по прямой в юго-западном направлении от районного центра, на высоте 476—478 м над уровнем моря.
Состоит из 3 улиц: Молодёжной, Центральной и Школьной.

## Происхождение названия
Название населённого пункта происходит от названия бурятского рода хурхуд, этнически близкого сойотам — обурятившимся тюркам, проживающим в Окинском районе Бурятии. Согласно исследованиям некоторых учёных, ранее эти народы относились к самодийской этнической группе. Однако, есть предположение, что род хурхуд по происхождению является бурятским, так как в булагатской родословной упоминается имя Хурхуд (хузу — саган-хурохуд), который является сыном Тоглока.

## Население
| 2002 | 2010 | 2011 | 2012 |
| ---- | ---- | ---- | ---- |
| 177  | ↘140 | ↘139 | ↘133 |